# Скереда гарна
{{#ifeq:0|0|{{#if:Crepis pulchra|{{#if:|[[]}}|[[]]}}}}
Скереда гарна (Crepis pulchra) — вид рослин із родини айстрових (Asteraceae). Етимологія: лат. pulchra — «гарна».

## Біоморфологічна характеристика
Однорічна, зверху розгалужена, з численними квітковими головами рослина (15)30–80(100) см заввишки. Стебла, як і листки, запушені, іноді залозисто запушені. Прикореневі листки 3–15 см завдовжки і 1–3 см завширшки, зворотно-ланцетні, зубчасті або стругоподібні, біля основи серцеподібні чи стрілоподібні, сидячі; серединні стеблові ланцетні; верхній лінійні. Квіткові голови утворюють складний щиток. Обгортка гола, 8–11(13) × 2–6 мм, з 2 рядами приквітків. Квіти світло-жовті. Крайові сім'янки 4–6(7) мм завдовжки, іноді дрібнощетинні, без чубчика; внутрішні — 3–5(6) мм завдовжки, голі з білим чубчиком 4.5–5 мм. 2n=8. Період цвітіння й плодоношення: травень — червень.

## Середовище проживання
Зростає у Марокко, Алжирі, Європі, Західній і Центральній Азії.
В Україні вид росте на полях, сухих кам'янистих схилах, осипах і по чагарниках — у гірському Криму (крім яйли) і на Керченському півострові, досить звичайно.